# SC Paderborn 07
SC Paderborn 07 je njemački nogometni klub iz Paderborna. U sezone 2023./24. natječe se u 2. ￼￼Bundesligi￼￼, drugoj ligi njemačkog nogometa.

## Povijest
Klub je osnovan 1907. godine kao SV 07 Neuhaus. Godine 1973. mijenja ime u TuS Schloß Neuhaus. Sadašnji naziv usvaja 1985. godine. Većinu svog postojanja je proveo u nižim ligama njemačkog nogometa. U sezoni 2013./14. osvaja drugo mjesto u 2. Bundesligi, te se prvi put uspijeva kvalificirati u 1. Bundesligu. Međutim, tada se u prvoj ligi zadržao samo jednu sezonu. U 2018./19. opet osvaja 2. mjesto i plasira se u 1. ligu. 

## Hrvatski igrači u Paderbornu
- Srđan Lakić

## Uspjesi
- Oberliga Westfalen
  -  (1): 2000-01
- Regionalliga Nord 
  -  (1): 2004-05
- 2.Bundesliga
  -  (1): 2013-14

## Vanjske poveznice
- Službena stranica